# Territorial Force

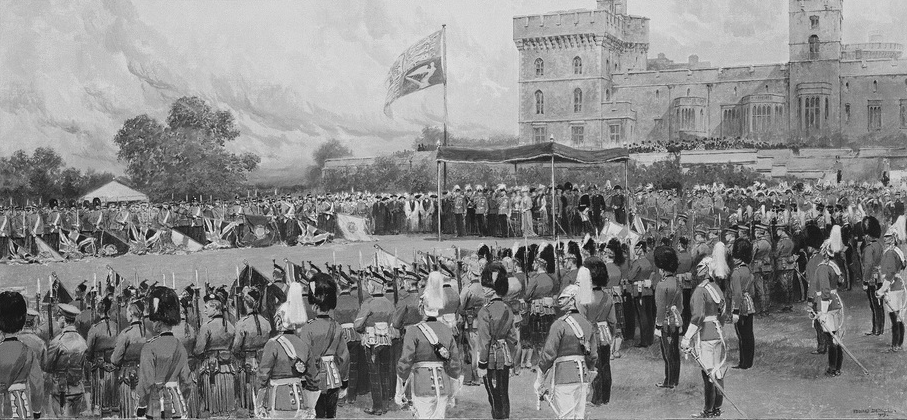
Présentation des couleurs et des guidons à 108 unités de la Force territoriale par le roi Édouard VII au palais de Windsor, le 19 juin 1909.

La Territorial Force (TF) était un des deux éléments, parmi Territorial Force et Special Reserve, à la réserve de volontaires de l'Armée de terre britannique de 1908 à 1920, date à laquelle elle devint la Territorial Army et la seule élément à la Réserve militaire.

## Avant 1908
L'armée britannique de la fin du XIXe siècle était une petite organisation professionnelle destinée à assurer la garnison de l'empire et à maintenir l'ordre à l'intérieur du pays, sans avoir la capacité de fournir une force expéditionnaire dans une guerre majeure Elle était renforcée dans ses tâches domestiques par trois institutions de volontaires à temps partiel, la milice, la Volunteer Force et la yeomanry. Depuis 1872, des bataillons de la milice et de la Volunteer Force sont associés à des régiments de l'armée régulière, et la milice est souvent utilisée comme source de recrutement dans l'armée régulière. Les conditions de service des trois auxiliaires prévoyaient que le service outre-mer était volontaire.

## Transition en 1908
La Territorial Force était une composante volontaire à temps partiel de l'armée britannique, créée en 1908 pour augmenter les forces terrestres britanniques sans recourir à la conscription, dans le cadre des Réformes Haldane. La nouvelle organisation a regroupé la Volunteer Force et la Yeomanry du XIXe siècle en une force auxiliaire unifiée, commandée par le Bureau de la Guerre et administrée par les associations territoriales locales des comtés. La Territorial Force a été conçue pour renforcer l'armée régulière lors d'opérations expéditionnaires à l'étranger, mais en raison de l'opposition politique, elle a été affectée à la défense intérieure., Les membres étaient tenus de servir partout au Royaume-Uni et ne pouvaient être contraints de servir à l'étranger. Au cours des deux premiers mois de la Première Guerre mondiale, les territoriaux se sont portés volontaires en grand nombre pour le service extérieur, ce qui a permis aux unités territoriales d'être déployées à l'étranger.
Les recrues de la Force territoriale devaient être âgées de 17 à 35 ans. Ils s'engageaient pour une période de quatre ans qui pouvait être prolongée d'une année obligatoire en période de crise. Les membres pouvaient mettre fin à leur engagement moyennant un préavis de trois mois et le paiement d'une amende. Les recrues sont tenues d'assister à un minimum de 40 périodes d'exercices la première année et de 20 par an par la suite. Tous les membres devaient participer à un camp annuel d'instruction de huit à quinze jours. La force était susceptible de servir partout au Royaume-Uni. Les membres ne sont pas tenus de servir à l'étranger mais peuvent se porter volontaires. Haldane, qui considère toujours que la fonction première de la force est l'expansion du corps expéditionnaire, espère que jusqu'à un quart de tous les territoriaux se porteront volontaires lors de la mobilisation. L'"Imperial service obligation" est introduite en 1910 pour permettre aux territoriaux de se porter volontaires à l'avance. Il est illégal de fusionner ou de dissoudre des unités territoriales ou de transférer des membres entre elles.
Lorsque la Première Guerre mondiale éclate, Lord Kitchener contourne la Territorial Force et, avec l'approbation des autorités militaires, met sur pied la New Army (dit «Kitchener's Army»), composée de volontaires qui viendront grossir les rangs de l'armée régulière. Sa décision repose non seulement sur des préjugés professionnels - il considère les forces territoriales comme une plaisanterie, dirigée par « des professionnels d'âge moyen autorisés à porter l'uniforme et à jouer aux soldats »  - mais aussi sur une appréciation des contraintes imposées par la constitution de la force. Il craint que les associations territoriales des comtés ne soient pas en mesure de faire face à la tâche de recrutement et de formation d'un grand nombre d'hommes. Il estime également qu'en raison du faible nombre de territoriaux qui se sont portés volontaires pour le service extérieur, la Force territoriale est mieux adaptée à la défense nationale qu'à l'expansion de l'armée à l'étranger.
Dans la Force territoriale, cet esprit de corps était renforcé par un pedigree que les unités de la New Army ne possédaient pas ; la plupart des unités territoriales pouvaient remonter jusqu'au début ou au milieu du 19e siècle par le biais d'unités de yeomanry ou de volontaires qui, depuis des générations, faisaient partie des communautés locales et de la vie sociale.,